# Andreu Peralba i Codina
Andreu Peralba i Codina (Viladomiu Nou (Gironella), 31 de maig del 1906 - ?) va ser infermer, músic i compositor de sardanes.

## Biografia
S'establí a Sallent el 1925. Va dirigir l'orquestrina "Werner Jazz" entre 1932 i 1945 i fou contrabaixista (el 1949) i director de la "Cobla-orquestra Sallent" (cobla on s'estigué deu anys), abans de tocar dos anys a la "Cobla-orquestra Rosaleda" i, posteriorment, passar a la manresana "Orquestra Remembrança" (on també hi romangué deu anys). També exercia de professor de música i dirigí la societat coral "Ateneu Català".
Va ser autor de sardanes, obres per a piano i cant, ballables i també arranjà per a tocar en cobla obres d'altres compositors.
La seva germana Josefina Peralba va ser professora de piano i de català, i poetessa.
Hi ha documentats dos altres Andreu Peralba músics sallentins més moderns, possiblement descendents seus.

## Obres
- L'amor ho cura tot, cançó[4]
- Cada día me gustas más, rock (1971)
- Día feliz
- Esperant un mariner, cançó amb lletra de J.Jordà
- Ets un pebràs, cançó[5]
- Foradada me l'han dada, cançó[4]
- El gall del Tomaset, cançó[5]
- A. Pedralbes, (música); Fabregas, Josep (lletra). Goigs a lloança de Santa Magdalena de Bell-lloc, antiga església romànica de Sallent, 1975.
- Himne del club de pensionistes de la vila de Sallent, música d'Andreu Peralba Codina, lletra d'Eduardo Sánchez García i Josep Fàbregas i Capell
- El Pere Peret Perico, cançó[4]
- Yo no me quiero casar

### Sardanes
- L'Andreuet (1954), dedicada al seu fill[notes 3]
- Cel blau (1955)
- Dansaires sallentins (1948)
- És per tu (1958)
- La iaia Lola (1957), amb lletra de Lola Rabeya
- La més bonica de Sants (1955)
- Nostra dansa (1955), amb lletra de Lluís Beringues
- Pardal enamorat (1948)
- El Pepet enamorat (1957)
- Petit i eixerit (1949), amb lletra de P. Montanyà[6]
- La plaça de Sallent (1943), amb lletra de Jaume Pons[7]
- Sallent, primera Ciutat Gegantera (1985)[8]
- El tranquil drapaire (1956)